# Ushnu (Huánuco)
Ushnu (quechua para altar / una plataforma especial para celebraciones importantes,) es un sitio arqueológico en Perú. Se encuentra en la región de Huánuco, provincia de Pachitea, distrito de Umari, a una altitud de unos 2833 metros (9295 pies).